# Arsys

Arsys és un proveïdor europeu de serveis de presència a Internet, hosting gestionat, cloud computing i solucions d'infraestructura TIC. El nom de Arsys significa en grec impuls, elevació. També és el terme amb el qual es denomina al moviment realitzat per un director d'orquestra.
Arsys Internet va néixer el 1996 com empresa proveïdora d'accessos a Internet, però, a finals de 1997, el poc marge que donava els va fer canviar el model de negoci a l'hostatge. El 2008 es va anunciar que l'empresa de La Rioja havia aconseguit un acord amb els fons de capital de risc Mercapital, una de les principals empreses del sector de cabdal inversió a Espanya, i The Carlyle Group, una de les majors gestores de capital de risc del món, per vendre el 79% de les seves accions en una operació valorada entorn dels 160 milions d'euros. L'agost de 2013 va ser adquirida per 1&1 Internet, que va aconseguir el 100% de les accions per 140 milions d'euros.

## Campanyes publicitàries
En els inicis de l'empresa, van ser claus les campanyes publicitàries que clarament es desmarcaven de les convencionals d'aquest tipus de serveis. Eslògans com "Hi ha molts Rodríguez, però només un és www.rodriguez.com" o "Va començar amb un domini i va construir un imperi" van fer veure a les empreses l'important que anava a ser en un futur proper el tenir una posició en internet.

## E-Commerce
És proveïdor de solucions de comerç electrònic amb cloud computing, i el seu proveïdor del programari per crear tendes online és ePages, una companyia alemanya amb seu en Barcelona.

## Acreditacions
Arsys té un nombre considerable d'acreditacions, és registrador acreditat per ICANN per a dominis genèrics, agent registrador de red.es per al registre de dominis .es, així com de dominis .eu, .cat, .mobi, .tel, .fr, .pt, .be i .ws.
És Premier Level Business Partner d'IBM, Microsoft Gold Partner de Microsoft i compta amb la Certificació de Seguretat ISO 27001:2005, el Certificat de qualitat UNE-EN ISO 9001:2000 i la certificació AENOR